# Лион, Ханс
Ханс Лион (нем. Hans Lion, 11 мая 1904 — ?) — австрийский фехтовальщик-рапирист, призёр чемпионатов мира.

## Биография
Родился в 1904 году. В 1928 году принял участие в Олимпийских играх в Амстердаме, но неудачно. В 1931 году завоевал бронзовую медаль Международного первенства по фехтованию в Вене. В 1933 году стал серебряным призёром Международного первенства по фехтованию в Будапеште. В 1936 году принял участие в Олимпийских играх в Берлине, но австрийская команда рапиристов заняла там лишь 4-е место.
В 1937 году завоевал бронзовую медаль первого официального чемпионата мира по фехтованию (тогда же Международная федерация фехтования задним числом признала чемпионатами мира все прошедшие ранее Международные первенства по фехтованию).